# Familiar Linux
Familiar Linux es una distribución de Linux desarrollada con la idea de poder sustituir a Windows CE en iPAQs y en otras PDAs. Se pueden usar los siguientes entornos gráficos : 
- Opie entorno gráfico.
- GPE entorno gráfico.
- Bootstrap consola.

Versiones en Familiar Linux: GPE: 2.7 Opie: 1.2.1
Familiar Linux es un completo sistema operativo con muchas aplicaciones.

## Sistema de paquetes
La distribución de Familiar Linux proporciona al usuario aplicaciones en paquetes iPKG . Este sistema de paquete es similar al Debian dpkg.

## Sistema de archivos
La mayoría de las PDAs usan Memoria Flash para almacenar datos del usuario. Familiar linux utiliza JFFS2 es un sistema de archivos especializado en memorias Flash, diseñado especialmente para memorias NAND.